# مركب طليعي

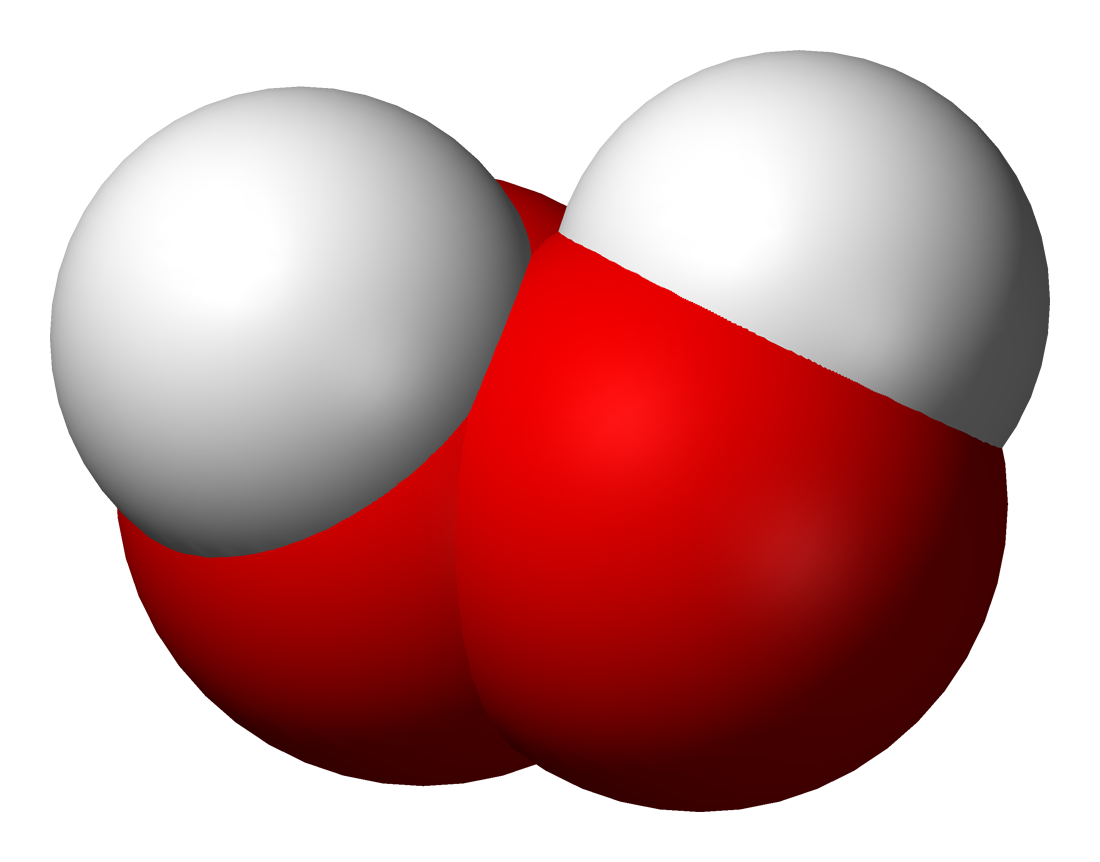

المركب الطليعي  في الكيمياء، هي مركبات كيميائية تشارك في التفاعل الكيميائي لتكوين مركب آخر.
في الكيمياء الحيوية تستخدم الطلائع في مدى واسع وتحديدا لإعادة المركبات الكيميائية إلى مركب آخر سابق في مسار منعكس